# きいろいゾウ
『きいろいゾウ』は、西加奈子による日本の小説、およびそれを原作とする絵本、日本映画。

## 概要
小説は、2006年に発売された西の3作目の小説作品で、アルバイトをしながら執筆活動をした最後の作品。小説のエピソードを元に、作者自らが描いた初絵本作品としても出版。2013年には著作として初の映画化された。

## ストーリー
都会から九州の田舎に引っ越してきた、売れない小説家で介護施設職員の無辜歩（むこ あゆむ、通称・ムコ）と、動物や虫などの声が聞こえる感受性の強い妻利愛子（つまり あいこ、通称・ツマ）。田舎で近所の一風変わった人たちと付き合いつつも穏やかに過す日々。しかし、ある日ムコに手紙が届き、彼はその背中の鳥の刺青に纏わる、ある出来事に向き合うため東京へ向かう。

## 書籍
- 小説 小学館文庫 2006年2月28日発行 ISBN 4093861625
  - リニューアル版 2008年8月6日発行 ISBN 9784094082517
- 絵本 2006年7月25日発行 ISBN 4097262033

## 映画
2013年2月2日公開、宮崎あおいと向井理が初共演。監督は『余命1ヶ月の花嫁』の廣木隆一。
宮崎は、原作本の帯コメントに「いつか、この小説の『ツマ』役を演じてみたいです」寄稿しており、向井もまた、雑誌のお薦めの一冊に挙げるなど、原作のファンであった。
主に、三重県の松阪市や伊勢志摩などでロケが行われ、ロケに使われた三重県松阪市柚原ゆのはら町の古民家は観光向けとして一般公開された。
キャッチコピーは「痛みを知る、すべての人へおくる感動のラブストーリー」。
全国236スクリーンで公開され、2013年2月2、3日の初日2日間で興収8,549万7,630円、動員動員6万3,653人になり、映画観客動員ランキング（興行通信社調べ）で初登場第7位となった。最終興収は4億6,000万円。

### キャスト
- 妻利愛子（通称・ツマ）役 - 宮崎あおい（幼少期：本田望結）
- 無辜歩（通称・ムコ）役 - 向井理
- 緑 - 緒川たまき
- 夏目 - リリー・フランキー
- 愛子の母 - 石川真希
- セイカ - 松原智恵子
- アレチ - 柄本明
- 大地 - 濱田龍臣
- 洋子 - 浅見姫香
- お月さま（声） - 山田キヌヲ
- ソテツ（声） - 大杉漣
- コソク（声） - 柄本佑
- カンユ（声） - 安藤サクラ
- クモ（声） - 高良健吾

### スタッフ
- 監督 - 廣木隆一
- プロデューサー - 若林雄介、大畑利久、安田俊之
- アソシエイトプロデューサー - 岡本順哉、田辺圭吾、石岡雅樹
- 企画プロデュース - 松本整、宇田川寧
- 原作 - 西加奈子『きいろいゾウ』（小学館刊）
- 脚本 - 黒沢久子、片岡翔
- 原画 - にしかなこ
- 撮影 - 鍋島淳裕
- 美術 - 丸尾知行
- 編集 - 菊池純一
- キャスティング - 田端利江
- 主題歌 - ゴスペラーズ「氷の花」（キューンミュージック）
- 音楽 - 大友良英
- 音楽プロデューサー - 安井輝
- 音響効果 - 渋谷圭介、佐藤祥子
- VFXスーパーバイザー - 大萩真司
- アニメーションディレクター - 三角芳子
- ヘアメイク - 永江三千子
- 衣裳デザイン - 小川久美子
- 照明 - 豊見山明長
- 制作担当 - 島根淳
- 録音 - 深田晃
- 助監督 - 久万真路
- 劇中イラスト - にしかなこ
- 製作プロダクション - ダブ
- 配給・宣伝 - ショウゲート
- 製作 - 「きいろいゾウ」製作委員会（博報堂DYメディアパートナーズ、東海テレビ放送、小学館、メディアファクトリー、関西テレビ放送、パルコ、ホリ・エージェンシー、ソニー・ミュージックエンタテインメント、Yahoo! JAPAN、ダブ、ショウゲート）

## オーディオブック
2020年6月17日にオーディオブック配信サービス「audiobook.jp」から配信開始された。
キャスト
- ツマ - 大空直美
- ムコ - 岩崎了
- 大地 - 依田菜津
- 洋子 - 阪本久瑠実
- アレチ - 田村健亮
- つよし - 宮園拓夢
- よわし - 八幡諒